# René Bonnel
René Bonnel, né le 28 février 1884 à Limoges et mort le 4 septembre 1975 à Nice est un éditeur français, spécialisé dans la littérature érotique.

## Biographie
Apparemment, René Bonnel commença son activité de dénicheur d'érotiques clandestins avant 1914, période durant laquelle il est courtier en librairie, cependant il fut surtout actif entre 1920 et 1935 à Paris. C'est vers 1925 qu'il se lance dans l'édition clandestine avec son ami Pascal Pia. Leur premier texte publié est un inédit de Guillaume Apollinaire, intitulé Cortège priapique, en fait une des nombreuses supercheries du remarquable faussaire qu'était Pascal Pia. La plupart des ouvrages furent publiés soit anonymement soit sous pseudonyme, et sans véritable date ni lieu d'impression, comportant seulement des mentions fantaisistes (Cologne, À la couronne des amours, Nice, La Ratapignata, Papeete, les Bibliophiles créoles, Barcelone, Atarazanas ou encore les Éditions de l'île de la Barthelasse), afin de déjouer les procédures de contrôle du Ministère public. Bonnel fut par deux fois inquiété, ses publications pouvant être alors confisquées et détruites pour pornographie mais les deux affaires aboutirent à un non-lieu. Néanmoins, en 1928 une descente de police aboutit à la confiscation de l'ouvrage de Benjamin Péret intitulé Les Couilles enragées, qui ne sera publié qu'en 1954 par Éric Losfeld, sous le pseudonyme de Satyremont et le titre Les Rouilles encagées.
Le travail d'impression, les choix typographiques, le brochage, les illustrations sont à chaque fois d'une qualité irréprochable. Ses imprimeurs attitrés furent Durand à Chartres, Coquette rue de la Glacière, Massol rue Caulaincourt et Mme Duchatel à Montmartre.
Entre 1925 et 1935, Bonnel et Pia publient vingt-huit livres sous le manteau, parmi lesquels on compte entre autres de nombreux textes de Pierre Louÿs, dont en 1926 l'édition originale de Trois filles de leur mère, en 1927 celles de Pybrac et d'Histoire du roi Gonzalve. Mais ses deux livres les plus célèbres restent Le Con d'Irène (attribué à Louis Aragon), puis Histoire de l'œil de Lord Auch (attribué à Georges Bataille), tous deux illustrés, anonymement, par André Masson et imprimés en 1928, avec l'étroite collaboration de Pascal Pia. Seul le Manuel d'érotologie classique de Friedrich Karl Forberg est publié en 1931 sans fausse adresse, sous le nom de Bonnel.
Avec Pia, mais aussi Pierre Dufay, Eddy du Perron, Louis Perceau, André Malraux (pour le compte de Simon Kra) ou André Gide, il constitua une véritable cellule clandestine de production d'ouvrages hors du réseau officiel de la librairie. Les ventes étaient la plupart du temps faites par souscription ou à travers des librairies complices. En 1930, ses bureaux parisiens sont situés au 16 rue Ravignan où il publie quelques rares titres de manière officielle. Les années 1930 voient un ralentissement de son activité, Bonnel se contente surtout de rééditer ses précédents "succès". Pendant l'Occupation, il met en sommeil son activité.
Il imprime encore un dernier livre en 1945 puis se retire à Nice.
Comme Maurice Duflou, il est l'un des grands imprimeurs d'ouvrages érotiques de l'entre-deux-guerres.